# Carlos Pedrini
Carlos María Pedrini (Tandil, 9 de enero de 1976-Buenos Aires, 23 de enero de 2024) fue un político argentino, perteneciente a Propuesta Republicana (PRO). Se desempeñó, entre otros cargos, como presidente del Instituto de Vivienda de la Ciudad de Buenos Aires.

## Biografía
Nació en Tandil en 1976. A los 8 años se mudó con su familia a Los Toldos. Más tarde, a partir de 1994, fijó residencia en Buenos Aires..

## Función pública
Ingresó a la función pública con la llegada de PRO al gobierno, dónde fue nonbrado en la Secretaría de Desarrollo Social por María Eugenia Vidal y posteriormente Carolina Stanley. y articulación con movimientos sociales.
Junto a Santiago López Medrano, exministro de Desarrollo bonaerense, se dedicaron a la distribución de planes sociales.   Durante su gestión el Estado porteño tercerizó la adjudicación de viviendas a la Asociación Civil Casa Amarilla 2005, que preside Diego Ortiz Basualdo, un dirigente del PRO vinculado a la barrabrava de Boca Juniors, en la lista de adjudicatarios de viviendas sociales aparecieron personas vinculadas a la barrabrava de Boca Juniors, varias personas de una misma familia que recibían más de una vivienda, entre otras irregularidades. en la lista de adjudicatarios de viviendas sociales aparecieron personas vinculadas a barrabravas y punteros del macrismo.  Varias personas de una misma familia que recibían más de una vivienda. Solo un 20 por ciento eran habitantes de La Boca. A esto se sumó que varios de los beneficiarios usaron el mismo domicilio Varios vecinos recibieron amenazas por parte de los encargados de los programas de vivienda.
A diferencia de otros referentes del gabinete de Stanley que provenían de ONGs y sector privado.En 2022 se presentó una denuncia penal y un pedido de informes contra  Pedrini y otros funcionarios porteños tras la privatización del servicio de recolección de basura que habría sido adjudicada a concesionarias cercanas al macrismo, un negocio de más de 200 mil millones de anuales. Una fortuna. De manera posterior la auditoría porteña detectó irregularidades entre ellas concesiones sin concurso, prórrogas discrecionales y desvío de fondo públicos en los conttratos. 
En 2010 fue designado director general de la Dirección General de Economía Social de la Ciudad de Buenos Aires al frente de Cambiemos en las villas Villa 31 y en la 1-11-14, territorios históricamente identificados con el peronismo.El 12 se diciembre de 2015 es nombrado por Mauricio Macri como Secretario de Gestión y Articulación Institucional del Ministerio de Desarrollo Social de la Nación.En 2018 fue nombrado Secretario de Articulación de Política Social del nuevo Ministerio de Salud y Desarrollo Social. Permaneció en el cargo hasta el fin de la presidencia de Macri, tras lo cual fue nombrado funcionario nuevamente en la Ciudad.
En 2020 fue designado como representante de la Ciudad Autónoma de Buenos Aires ante la Autoridad de Cuenca Matanza Riachuelo (ACUMAR).
En 2022 es nombrado en la Secretaría de Bienestar Integral de la Ciudad de Buenos Aires, bajo la esfera del por entonces ministro Jorge Macri.
En 2023 formó parte del equipo de Horacio Rodríguez Larreta para su precandidatura presidencial.
En septiembre de 2023 fue nombrado presidente del Instituto de Vivienda de la Ciudad (IVC) de Buenos Aires.
En octubre de 2023, Pedrini participó de la entrega de escrituras de nuevas viviendas en el Barrio 20 de Villa Lugano

## Controversias
Carlos Pedrini era accionista de la empresa Lcdth SRL, dedicada al expendio de comidas y bebidas, que recibía compras por parte del gobierno de la Ciudad. Por este motivo fue investigado por la Oficina Anticorrupción, por una denuncia de sobreprecios y retornos a cambio de licitaciones.
En 2019, Aída Nelly Campo Vílchez, una ciudadana peruana y delegada gremial de la Villa 31 Bis, fue arrestada en Ezeiza por la Policía de Seguridad Aeroportuaria mientras intentaba tomar un vuelo con una suma cercana a los cincuenta mil dólares ocultos en un bolso. Campo fue condenada en 2021 por el delito de tentativa de contrabando de divisas y la justicia señala en el fallo su "estrecha relación" con Carlos Pedrini, con quien mantenía lazos societarios.había sido denunciado por su sobrina y una amiga de ella por un hecho de abuso sexual hace pocos días.
En 2024 fue denunciado por abuso a menores a partir de un episodio del 19 de enero pasado donde su sobrina junto con una amiga, invitadas por Pedrini, a un evento en "La Biblioteca" sobre la calle México en el barrio porteño de San Telmo. Pedrini le  alcanzó a su sobrina y a la Amiga de esta una bebida alcohólica y luego se sintieron mareadas, por lo que la justicia determinó que Pedrini les metió droga en sus bebidas para poder abusar de las menores.
El día anterior a su muerte, Pedrini había sido denunciado por abuso sexual. La causa fue tramitada en el Juzgado Criminal Seccional y Correccional N°3 de la Ciudad de Buenos Aires. La primera denuncia fue efectuada por su sobrina de 19 años, que declaró haber sido drogada y abusada por Pedrini. Otra joven, presente el día de los hechos y también presunta víctima de Pedrini, presentó una segunda denuncia al día siguiente.
En las semanas posteriores de su fallecimiento avanzaron distintas causas en la justicia. Una importante suma de dinero en dólares fue hallada en su domicilio y se estableció la presunción de lavado de dinero o enriquecimiento ilícito por parte de Pedrini. Familiaries de Pedrini, por su parte, acusan a la policía de haber intentando robar parte del dinero.

## Muerte
El 23 de enero de 2024, fue hallado sin vida en su domicilio en el barrio porteño de Parque Chacabuco. Distintas personalidades del macrismo reivindicaron su figura entre ellos Martín Yeza : "Hoy murió Carlitos Pedrini, un fuera de serie", escribió Martín Yeza, exintendente de Pinamar. En su mesa Pedrini había dejado un mensaje manuscrito para su secretario "
Estoy en la bañera muerto, antes de entrar sacá toda la plata y después recién llama a la poli. Perdón por lo que te toca en esto, te quiero y gracias por todo”, la nota fue publicada en La Nación en su habitación se hallaba un bolso con 30.000 dólares en efectivo que la justicia comenzó a investigar como parte de los retornos recibidos por Pedrini a cambio de obra publica que su secretario habría olvidado antes de limpiar la escena y retirar otros bolsos con dólares del departamento.la que Pedrini 
Mando una serie de mensajes antes de suicidarse con la nota "Antes de entrar sacá toda la plata"
La investigación quedó a cargo de la Fiscalía Criminal y Correccional N°32 "averiguación de muerte dudosa".
Se estableció que se trató de un suicidio por ahorcamiento por los signos en el cuerpo y una nota que dejó dirigida a su chofer.